# Saint-Just-en-Bas
Saint-Just-en-Bas è un comune francese di 313 abitanti situato nel dipartimento della Loira della regione dell'Alvernia-Rodano-Alpi.

## Società

### Evoluzione demografica
Abitanti censiti